# M197機関砲
M197機関砲（M197きかんほう）は、もともとアメリカ陸軍のガンシップに搭載して運用するために開発された電動式3砲身ガトリング砲である。生産者は、ジェネラル・ダイナミクスである。

## 概要
M197の開発はベトナム戦争中の1967年に始まった。この頃は軍用ヘリコプターのうち、戦闘を考慮した武装ヘリコプターが本格的に運用を開始した時期であり、ガンシップの武装を構成する自動火器について7.62mmのM134 ミニガンだけでは火力不足であることが指摘されていた。M197は、M61 バルカンの砲身を6から3に減少させることによる軽量化版として開発された。射撃レートは最大でもM61の4分の1となるが、これは、反動を大幅に低下させ、ヘリコプターや軽航空機に搭載するのにはかえって適した特長となった。弾丸は、M61と共通のM50およびPGUシリーズを用いる。
M197が実戦配備されたのはAH-1攻撃ヘリコプターの配備後であり、登場後すぐに機首下面のユニバーサルターレットに搭載された。また、海兵隊のOV-10 ブロンコCOIN機の胴体下面砲塔にも搭載されている。GPU-2/A ガンポッドのベースにもなり、これは、当該機関砲と電池・駆動モーター、そして、300発のリンクレス弾薬を搭載している。
AH-1の場合、700発のベルトリンク弾薬が弾倉から供給され、給弾システム内の弾薬とあわせて750発の弾丸を携行する。射撃レートは1分間に650発。射撃訓練では通常、30-50発のバースト射撃を行う。
M197は、AH-1W後期型においても使用され続けている。しかし、この機関砲の動作機構は論理的には非常に頼もしいが、当初は海兵隊のパイロットにより、高い頻度での排莢不良（ジャム）が発生することが報告されていた（最大で30%以上にもおよんだ）。海兵隊およびメーカーはこの問題に気づき、AH-1Zではこの問題への対処を行い、AH-1Wでは問題をいくらか改善させた。その間、乗員にはジャムのリスクを最小化する訓練が行われた。

## 弾薬
| 名称     | 種類                                | 弾丸重量 [g] | 炸薬量 [g]                                  | 砲口初速 [m/s] | 詳細 |
| -------- | ----------------------------------- | ------------ | ------------------------------------------- | -------------- | --- |
| M53      | 徹甲焼夷弾（API）                   | ?            | 4.2g 燃焼剤                                 | 1,030          | 距離100m、傾斜25度で20mmの装甲板を貫通できる。 距離1,000m以内で垂直に着弾した場合、RHA換算で6.3mmの貫徹能力を持つ。                                            |
| M56A3/A4 | 焼夷榴弾（HEI）                     | 102          | 9g 高性能炸薬（RDX/wax/Al）および1.5g燃焼剤 | 1,030          | 先端部に信管。曳光弾ではない。生身の人間への有効殺傷半径は2m。破片は20m飛翔しても危険である。距離100mからの垂直着弾でRHA換算12.5mmの貫徹能力を持つ。           |
| M242     | 曳光焼夷榴弾（HEI-T）               | ?            | ?                                           | ?              | M56シリーズの焼夷榴弾とよく似た弾薬だが、こちらは曳光弾である。                                                                                                |
| M246     | 曳光焼夷榴弾（HEI-T）               | 102          | 8.0g 高性能炸薬                             | ?              | 弾頭信管付き曳光弾。M168対空砲で用いられる。 曳光弾として燃焼後2、3秒後にそれが溶け落ちることで炸裂する。                                                      |
| M940     | 多目的曳光弾-自爆機能付き（MPT-SD） | 105          | 9g A-4/RDX/wax                              | 1,050          | 衝撃で先端の燃焼剤に点火され、高性能炸薬に点火される。曳光弾が溶け落ちることで自爆する。 518mからの垂直着弾ではRHA換算で12.5mm、940mからの着弾角60°では6.3mm。 |

## 採用機種
アメリカ合衆国
- AH-1S/P/E/F
- AH-1J/T/W
- AH-1Z
- ベル 309 キングコブラ
- YAH-63
- AU-23 ピースメーカー（XM197）[4]

 イタリア
- A129 マングスタ

 イラン
- パンハ 2091
- IAIO トゥーファン

 トルコ/ イタリア
- TAI/アグスタウェストランド T129 ATAK

 大韓民国
- TA-50/FA-50[5][6]

 日本
- AH-1S

なお陸上自衛隊が運用するAH-1Sが搭載するM197は住友重機械工業株式会社によるライセンス生産品である。

## 登場作品

### 映画
『シン・ゴジラ』
木更津駐屯地所属のAH-1Sに搭載されたものが、ゴジラの東京都内侵入を防ぐために行われたB-2号計画「タバ作戦」での威力偵察時に使用され、第4形態となったゴジラの頭部に対して発砲する。
『戦火の勇気』
アメリカ陸軍所属のAH-1P コブラに搭載されたものが、撃墜されたUH-1H医療ヘリに迫るイラク軍兵士に対して使用される。

### アニメ・漫画
『代紋TAKE2』
陸上自衛隊のAH-1Sに搭載されたものが、ビルの屋上で女性を襲っていた暴漢らに対する威嚇射撃に使用され、屋上の給水塔に対して発砲する。
『ジオブリーダーズ』
厚生省衛生二課(ハウンド)のMH-1 バラクーダとアメリカ海兵隊のAH-1Wが、「化け猫」との戦闘に使用。
『ゲート 自衛隊 彼の地にて、斯く戦えり』
異世界へ派遣された陸上自衛隊のAH-1Sに搭載されたものが、イタリカを襲撃する盗賊団に対して使用される。
『ジパング』
第二次世界大戦時へタイムスリップした架空のイージス護衛艦「みらい」に搭載されている、架空の艦載機「MV/SA-32J 海鳥」の搭載機銃として登場。二式水上戦闘機やA-20 ハヴォックなどとの空中戦時に使用され、視認照準装置を用いた正確な射撃を行う。

### 小説
『続・戦国自衛隊』
戦国時代にタイムスリップし徳川家康に味方するアメリカ海兵隊のAH-1W スーパーコブラに搭載されたものが、石田三成に味方する自衛隊に対して使用される。
『宣戦布告』
小説・映画版にて、陸上自衛隊のAH-1Sに搭載されたものが、北朝鮮特殊部隊に対して使用されるが、警察比例の原則から相手を上回る武器と判断されたため、なかなか使用許可が降りなかった。
『日本北朝鮮戦争 竹島沖大空海戦』
陸上自衛隊のAH-1Sに搭載されたものが、北朝鮮工作員に対して使用され、猛烈な機銃掃射を行う。
『日本国召喚』
小説・漫画版に陸上自衛隊のAH-1Sに搭載されたものが登場。ロウリア王国の騎兵やワイバーンへの攻撃に使用される。

### ゲーム
『Operation Flashpoint: Dragon Rising』
AH-1Z ヴァイパーに搭載されて登場する。
『Wargame Red Dragon』
NATO陣営の各種装甲戦闘車両やヘリコプターの武装として「M197 Vulcan」の名称で登場する。
『ソードアート・オンライン フェイタル・バレット』
「ビッグベア」の名称で登場。ただし、手持ち武器のため銃身以外は大幅に形状が異なる。エギルが使用する。
『バトルフィールドシリーズ』
『BF2』
AH-1Zに搭載されて登場する。
『BF3』
AH-1Zに搭載されて登場する。
『マーセナリーズ2 ワールド イン フレームス』
連合軍が使用するAH-1W スーパーコブラとPMCが使用する軽装甲機動車に搭載されて登場する。